# Zoisit
Zoisit (auch Saualpit) ist ein eher selten vorkommendes Mineral aus der Mineralklasse der „Silikate und Germanate“. Es kristallisiert im orthorhombischen Kristallsystem mit der chemischen Zusammensetzung Ca2Al3[O|OH|SiO4|Si2O7], ist also ein komplexes Calcium-Aluminium-Silikat mit zusätzlichen Sauerstoff- und Hydroxidionen. Strukturell gehört Zoisit zu den Gruppensilikaten (Sorosilikaten).
Zoisit entwickelt meist durchsichtige bis durchscheinende Kristalle von bis zu 10 cm Länge und prismatischem Habitus, die oft in Längsrichtung gestreift sind. Auch massige, körnige oder radialstrahlige Mineral-Aggregate sind bekannt.
Mit einer Mohshärte von 6 bis 7 gehört Zoisit zu den mittelharten bis harten Mineralen. Um ihn zu ritzen, braucht es mindestens eine Stahlfeile, er selbst ist aber in der Lage, einfaches Fensterglas zu ritzen.
Reiner Zoisit ist farblos, er kann allerdings durch verschiedene Beimengungen von grauer bis gelber, grüner, rosa bis roter oder blauer bis violetter Farbe sein. Die Strichfarbe des Zoisits ist allerdings immer weiß. Unbeschädigte, glatte Kristallflächen weisen einen lebhaften, glasähnlichen Glanz auf, Spaltflächen schimmern dagegen eher perlmuttähnlich.
Bekannt ist Zoisit vor allem durch seine Schmuckstein-Varietäten Tansanit (blauviolett) und Thulit (rosarot).

## Etymologie und Geschichte
Erstmals entdeckt wurde das Mineral in der Zeit vor 1797 von Sigmund von Hohenwarth und Joseph Reiner am sogenannten „Prickler Halt“, einem Kamm zwischen Speikkogel und Ladinger Spitz im österreichischen Bundesland Kärnten. Die beiden Naturforscher führten später einen Mineralhändler (vermutlich Simon Preschern) zur Fundstelle, der den Fund zunächst nach seiner Typlokalität als Saualpit bezeichnete und es dem Unternehmer und Naturwissenschaftler Sigmund Zois Freiherr von Edelstein (1747–1819) übergab, der die Forschungsreise des Mineralhändlers unterstützt hatte.
Zois vermutete allerdings, dass es sich hier um eine neue, bisher unbekannte Mineralart handelte und informierte neben dem Mineralogen Abraham Gottlob Werner (1749–1817) auch Martin Heinrich Klaproth (1743–1817) über diesen Fund, die seine Vermutung bestätigen konnten. Werner gab dem neuen Mineral 1805 zu Ehren von Zois den bis heute anerkannten Namen Zoisit.

## Klassifikation
Bereits in der veralteten 8. Auflage der Mineralsystematik nach Strunz gehörte der Zoisit zur Mineralklasse der „Silikate“ und dort zur Abteilung der „Gruppensilikate (Sorosilikate)“, wo er als einziges Mitglied die Zoisit-Untergruppe mit der Systemnummer VIII/B.15b innerhalb der „Epidot-Zoisit-Gruppe“ bildete.
In der zuletzt 2018 überarbeiteten Lapis-Systematik nach Stefan Weiß, die formal auf der alten Systematik von Karl Hugo Strunz in der 8. Auflage basiert, erhielt das Mineral die System- und Mineralnummer VIII/C.23-100. Dies entspricht ebenfalls der Abteilung der „Gruppensilikate“, wo Zoisit zusammen mit Allanit-(Ce), Allanit-(La), Allanit-(Nd), Allanit-(Y), Alnaperbøeit-(Ce), Åskagenit-(Nd), Dissakisit-(Ce), Dissakisit-(La), Dollaseit-(Ce), Epidot, Epidot-(Sr), Ferriakasakait-(La), Ferriallanit-(Ce), Ferriallanit-(La), Ferriandrosit-(La), Ferriperbøeit-(Ce), Gatelit-(Ce), Hancockit, Khristovit-(Ce), Klinozoisit, Manganiakasakait-(La), Manganiandrosit-(Ce), Manganiandrosit-(La), Mukhinit, Niigatait, Perbøeit-(Ce), Piemontit, Piemontit-(Pb), Piemontit-(Sr), Tweddillit, Uedait-(Ce), Vanadoallanit-(La), Vanadoandrosit-(Ce) und Västmanlandit-(Ce) die „Epidot-Gruppe“ mit der Systemnummer VIII/C.23 bildet.
Auch die von der International Mineralogical Association (IMA) bis 2009 aktualisierte 9. Auflage der Strunz’schen Mineralsystematik ordnet den Zoisit in die Abteilung der „Gruppensilikate“ ein. Diese ist allerdings weiter unterteilt nach der Art der Gruppenbildung der Silikatkomplexe und der Koordination der Kationen. Das Mineral ist hier entsprechend seiner Zusammensetzung und seinem Aufbau in der Unterabteilung „Gruppensilikate mit gemischten SiO4- und Si2O7-Gruppen; Kationen in oktaedrischer [6]er- und größerer Koordination“ zu finden ist, wo es als einziges Mitglied eine unbenannte Gruppe mit der Systemnummer 9.BG.10 bildet.
In der vorwiegend im englischen Sprachraum gebräuchlichen Systematik der Minerale nach Dana hat Zoisit die System- und Mineralnummer 58.02.01b.01. Dies entspricht ebenfalls der Klasse der „Silikate“, dort allerdings der bereits feiner unterteilten Abteilung der „Gruppensilikate: Insulare, gemischte, einzelne und größere Tetraedergruppen“. Hier ist er als einziges Mitglied der „Epidotgruppe (Zoisit-Untergruppe)“ mit der Systemnummer 58.02.01b innerhalb der Unterabteilung der „Gruppensilikate: Insulare, gemischte, einzelne und größere Tetraedergruppen mit Kationen in [6] und höherer Koordination; Einzel- und Doppelgruppen (n=1,2)“ zu finden.

## Kristallstruktur
Zoisit kristallisiert dimorph mit Klinozoisit im orthorhombischen Kristallsystem in der Raumgruppe Pnma (Raumgruppen-Nr. 62) mit den Gitterparametern a = 16,19 Å; b = 5,55 Å und c = 10,03 Å sowie 4 Formeleinheiten pro Elementarzelle.

## Eigenschaften

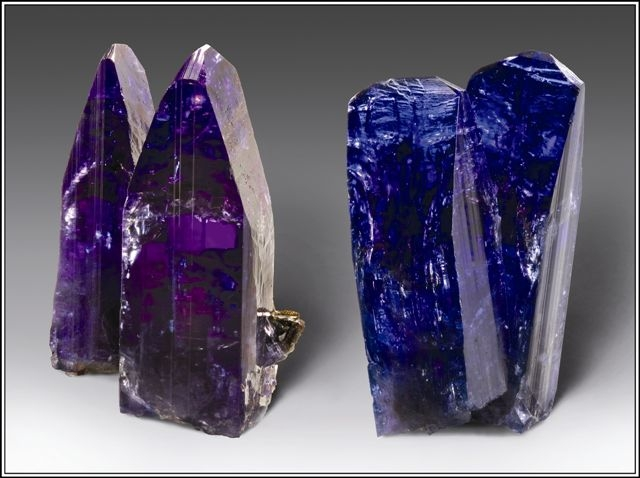
Zoisitvarietät Tansanit mit kräftig sichtbarem Pleochroismus

Zoisit weist ähnlich wie Cordierit einen deutlich sichtbaren Pleochroismus auf, der vor allem bei der Varietät Tansanit sehr stark werden kann.
Zoisit ist hitzeempfindlich und reagiert darauf mit Farbänderung, was unter anderem ausgenutzt wird, indem der meist in den Minen gefundene, graubraune Zoisit durch Brennen bei etwa 550 °C in den begehrten blauen Tansanit umgewandelt wird.

## Modifikationen und Varietäten

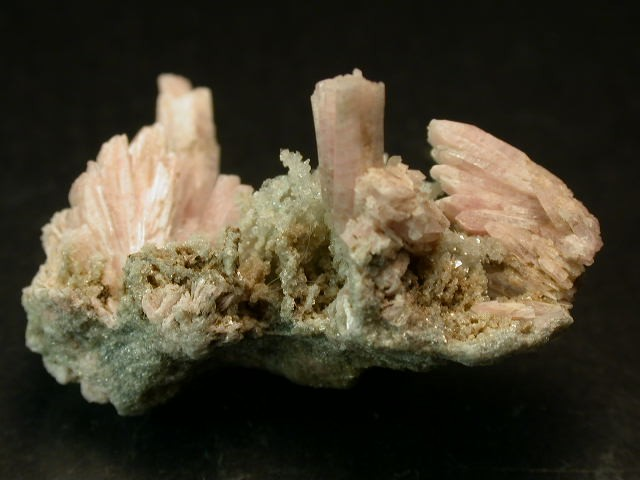
Rosafarbener Thulit aus dem Saline Valley (Death-Valley-Nationalpark), USA (Größe: 3,6 × 2,2 cm)

Von Zoisit sind mehrere Varietäten bekannt:
- Tansanit – blau bis blauviolett, erstmals 1967 in Tansania gefunden
- Thulit – rot durch Beimengungen von Mangan. Teilweise handelt es sich aber bei den beschriebenen Thuliten um Varietäten von Klinozoisit.

Anyolit(h) (auch Zoisitfels) ist dagegen ein Aggregat oder besser Gestein aus grünem Zoisit, rotem, undurchsichtigem Rubin und oft zusätzlich mit Einlagerungen aus schwarzer Hornblende (Minerale der Amphibolgruppe).

## Bildung und Fundorte

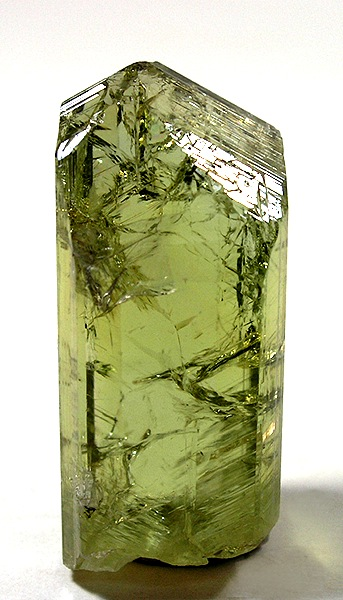
Grüner Zoisit aus Arusha (Merelani Hills), Tansania (Größe: 3,1 × 1,4 × 1,3 cm)

Zoisit bildet sich durch Metamorphose in Calcium-reichen Gesteinen wie Pyroxen-Gneis oder Amphibolit, aber auch durch Kontaktmetamorphose in Marmor. Begleitminerale sind unter anderem verschiedene Granate und Hornblenden, Albit, Biotit, Calcit und Quarz.
Als eher seltene Mineralbildung kann Zoisit an verschiedenen Fundorten zum Teil zwar reichlich vorhanden sein, insgesamt ist er aber wenig verbreitet. Als bekannt gelten bisher (Stand 2015) rund 1000 Fundorte. Neben seiner Typlokalität „Prickler Halt“ in der Saualpe wurde das Mineral in Österreich noch in Hüttenberg, den Gurktaler Alpen, bei Moosburg, am Millstätter See und bei Winklern in Kärnten; bei Badersdorf im Burgenland; bei Dunkelsteinerwald und im Waldviertel in Niederösterreich; in den Hohen Tauern von Kärnten bis Salzburg, den Kitzbüheler Alpen; an der Koralpe von Kärnten bis zur Steiermark; an der Packalpe und bei Stubenberg in der Steiermark sowie im Virgen-, Inn-, Ötz- und Zillertal in Tirol gefunden.
In Deutschland wurde Zoisit unter anderem bei Bötzingen in Baden-Württemberg; an mehreren Orten in Franken, Niederbayern und der Oberpfalz in Bayern; im hessischen Odenwald; im niedersächsischen Harz; in der Eifel in Rheinland-Pfalz sowie im sächsischen Erzgebirge gefunden.
In der Schweiz trat das Mineral bisher im Valle Maggia und Valle Verzasca im Tessin sowie im Wallis im Binntal, bei Brig, Martigny und Zermatt auf.
Weitere Fundorte sind unter anderem die Antarktis, Australien, Belgien, Brasilien, Chile, China, Finnland, Frankreich, Griechenland, Grönland, Guatemala, Indien, Irland, Italien, Jamaika, Japan, Kanada, Kasachstan, Nord- und Südkorea, Madagaskar, Mexiko, Neuseeland, Norwegen, Oman, Pakistan, Paraguay, Polen, Rumänien, Russland, Schweden, Simbabwe, Slowakei, Slowenien, Spanien, Südafrika, Taiwan, Tansania, Tschechien, Türkei, Ukraine, Ungarn, das Vereinigte Königreich (Großbritannien) und die Vereinigten Staaten von Amerika (USA).

## Verwendung als Schmuckstein

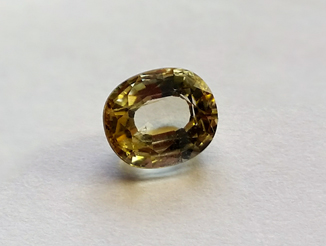
Zoisit, 1.44ct, Tansania

Bekannt und begehrt als Schmuckstein sind zwar vor allem die seltenen Varietäten Tansanit und Thulit, aber auch andersfarbige Varietäten können bei guter, das heißt klarer und einschlussarmer Qualität zu schönen Schmucksteinen geschliffen werden.
Da das Mineral allerdings empfindlich auf zu große und ungleichmäßige Erwärmung reagiert, müssen Fass- und Reparaturarbeiten entsprechend vorsichtig ausgeführt werden. Schon die Berührung des Steins mit der Lötflamme kann z. B. zu Blasenbildung führen und ihn aufquellen lassen.